# Château d’Écouen

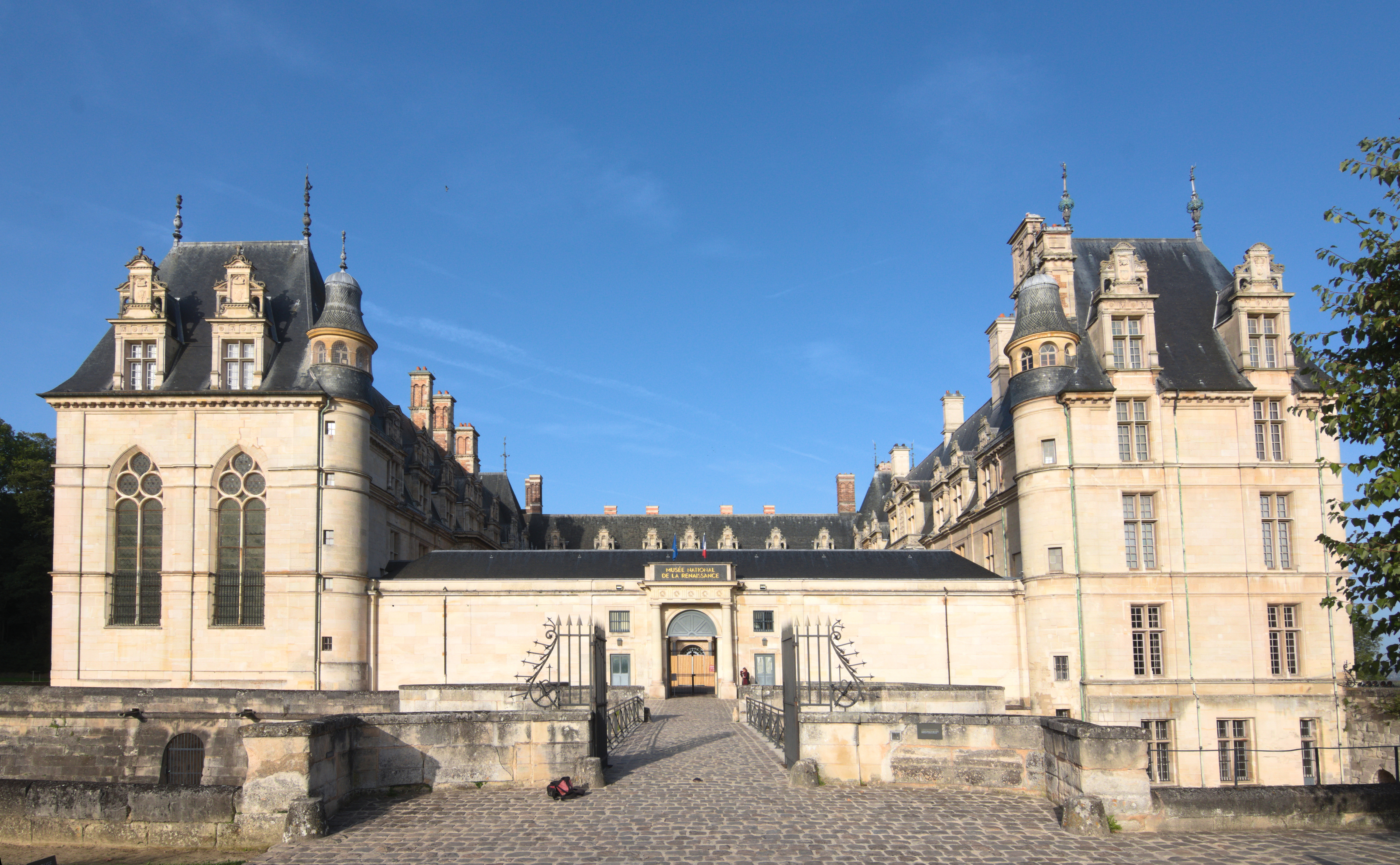
Schloss Écouen

Das Château d’Écouen ist ein Schloss aus dem 16. Jahrhundert im Ort Écouen im Département Val-d’Oise. Es beherbergt das Musée national de la Renaissance.

## Schloss

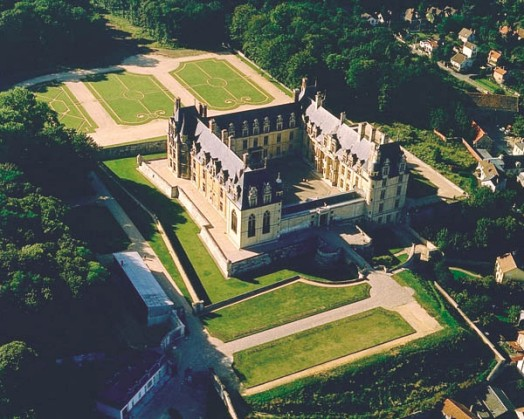
Luftaufnahme

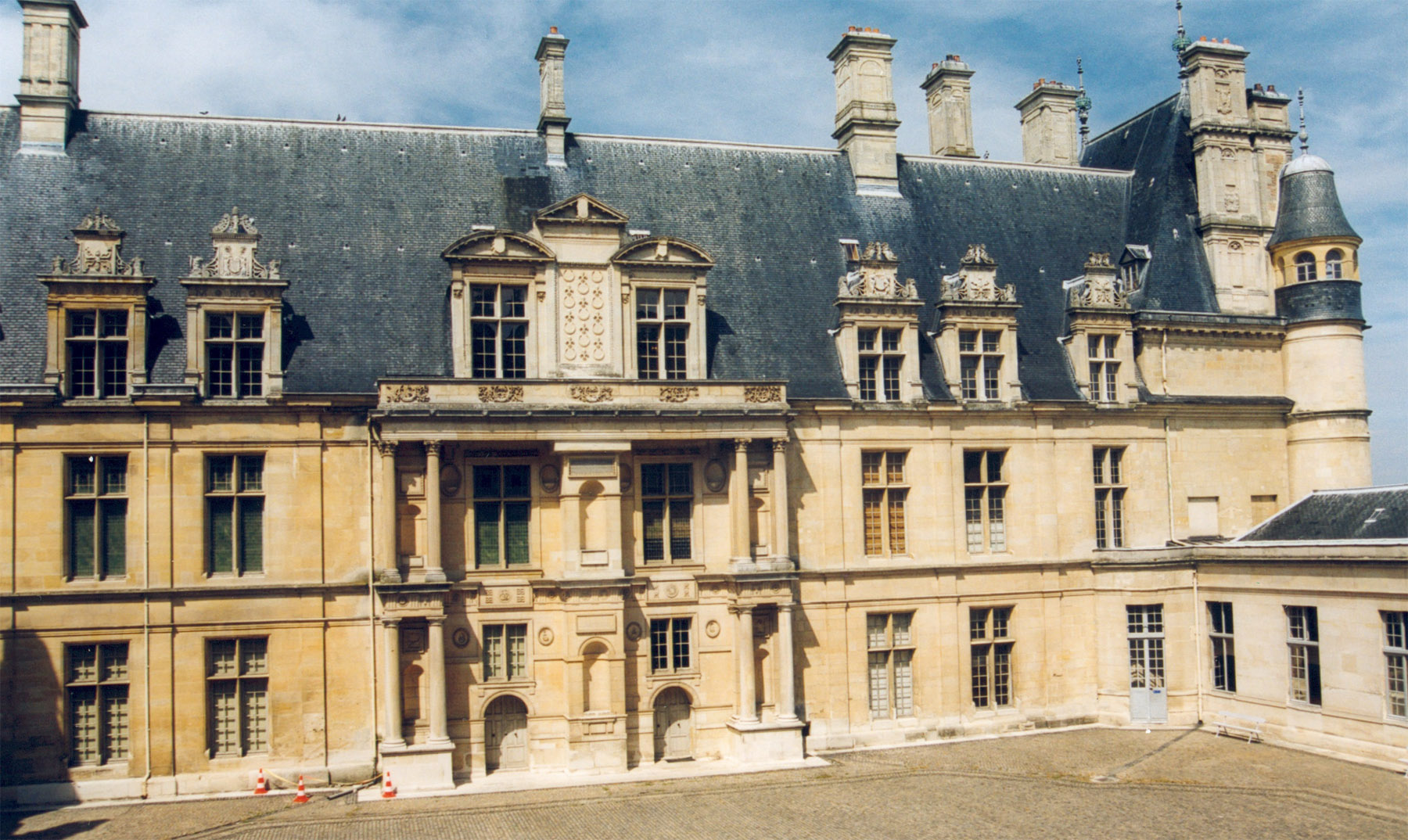
Innenhof

Im Februar 1028 erhielt Bouchard I. de Montmorency von Graf Fulko III. Nerra von Anjou die Burgen von Écouen und Marly übertragen. Anstelle der Burg Montmorency wurde die Burg Écouen bald zum Hauptsitz des bedeutenden Adelsgeschlechts Montmorency. Mit dem Bau des auf einer Hügelkuppe liegenden heutigen Schlosses wurde 1538 von Anne de Montmorency, Connétable von Frankreich, begonnen. Dazu wurde die dort befindliche mittelalterliche Befestigung – eine von mehr als 130 Burgen und Schlössern, die Anne de Montmorency besaß – abgerissen.
Der ursprüngliche Plan von 1538 eines unbekannten Architekten sah einen vierseitigen Bau mit Pavillons an jeder Ecke vor. 1547 beauftragte Montmorency Jean Bullant mit der Fertigstellung des Nordflügels und dem Bau einer Säulenhalle im Südflügel, die zwei Skulpturen Michelangelos aufnehmen sollte, den „sterbenden Sklaven“ und den „aufständischen Sklaven“, die er von König Heinrich II. geschenkt bekommen hatte.
Im Zusammenhang mit der Hinrichtung von Henri II. de Montmorency 1632 konfiszierte König Ludwig XIII. das Schloss, um es dessen Halbschwester Charlotte, Herzogin von Angoulême, zurückzugeben. Es kam dadurch, zusammen mit dem Montmorency'schen Schloss Chantilly und vielen anderen Besitzungen der Familie, an das Haus Bourbon-Condé.
Durch die Französische Revolution wurde das Schloss konfisziert. Der Westflügel wurde 1797 zerstört und 1807 durch ein flacheres Bauwerk ersetzt. Das Schloss beherbergt seit 1805 ein Ausbildungszentrum der Ehrenlegion (Maison d’education de la legion d’honneur), wozu Napoleon es bestimmte.

## Musée national de la Renaissance
André Malraux entschied in den 1960er Jahren, die Renaissance-Sammlungen des Hôtels de Cluny im Schloss unterzubringen. Das daraus gebildete Musée national de la Renaissance wurde 1977 eröffnet. Es beherbergt vor allem die Schmucksammlung, welche die Baronin Rothschild 1922 gestiftet hatte, osmanische Keramiken, Emailarbeiten aus Limoges, die Waffensammlung Édouards de Beaumont, die Terrakotta des Masséot Abaquesne, Wandteppiche (zum Beispiel der David-und-Bathseba-Zyklus) und vieles mehr.